# Ксилен
Ксилени обухватају три изомера диметилбензена. Међусобно се разликују по положају метил група на бензеновом прстену. Ксилени су ди-супституисани деривати бензена код којих су два атома водоника замењени CH3 групама.
Изомери ксилена се означавају ознакама орто- (o-), мета- (m-), и пара- (p-), које указују на којим атомима угљеника бензеновог прстена су две метил групе везане. Бројећи атоме угљеника почевши од једног атома прстена са метил групом, и идући ка другом угљенику са метил групом, o- изомер има IUPAC име 1,2-диметилбензен, m- изомер 1,3-диметилбензен, и p- изомер 1,4-диметилбензен. Мешавина је умерено масна, безбојна течност.
Састав смеше изомера ксилена је одређен начином производње. Данас се најчешће примењује процес производње каталитичким процесуирањем нафте, при чему се добија смеша са 44% m-ксилена, 20% o-ксилена i 20% p-ксилена, као и 15% етилбензена, а појединачни изомери се добијају из смеше.
Неколико милиона тона ксилена се произведе годишње. Око 70% произведене смеше се користи за производњу етилбензена и појединачних изомера ксилена. Смеша ксилена се може користити као растварач или као адитив безоловном моторном бензину (10—22%). Раздвојени појединачни изомери ксилена се користе у хемијској индустрији, у индустрији боја и као инсектициди, посебно p-ксилени се користе као сировина у производњи синтетичких влакана, филмова и синтетичких смола.
У природи ксилени се емитују у ваздух приликом шумских пожара, а могу их емитовати и одређене биљаке, док антропогене емисије потичу од процеса у којима се ксилени производе и користе, рафинерија нафте, нафтна индустрија, као и саобраћај, сагоревање биомасе и употребе ксилена као растварача.
Ксилени спадају у групу 3 канцерогених материја, према класификацији Међународне агенције за истраживање рака (IARC).